# 古仁屋
古仁屋（こにや）は、鹿児島県大島郡瀬戸内町の大字。旧大島郡東方村大字古仁屋、大島郡古仁屋町大字古仁屋。2016年5月31日現在の人口は5,296人、世帯数は2,868世帯。郵便番号については#郵便番号節を参照。奄美大島の最南端域に位置している。

## 地理
奄美大島の南端域に所在している。字域の北方には阿木名、西方には久根津、手安（てあん）、東方には清水（せいすい）がそれぞれあり、南方は大島海峡に接し、対岸に加計呂麻島がある。

### 小字
小字は、大湊、春日、松江、船津、高丘、宮前、瀬久井東、瀬久井西がある。

## 河川
- 仲里川 - 瀬戸内町立古仁屋中学校付近から南へ古仁屋港に流れ込む
- 仲金久川 - 鹿児島県立古仁屋高等学校付近から南へ古仁屋港に流れ込む。オオウナギが棲息しており、岸からも見ることができる[4]。

## 歴史

### 近世の古仁屋
古仁屋という地名は江戸時代より見え、奄美大島東(ヒギャ)間切のうちであった。当初は渡連方、明治初期は東方に属していた。

### 島嶼町村制施行以後
1908年（明治41年）に島嶼町村制が施行されたのに伴い、施行以前の古仁屋村は東方村の大字「古仁屋」となった。1936年（昭和11年）には東方村が町制施行及び改称し古仁屋町となり、古仁屋町の大字となった。1956年（昭和31年）には古仁屋町と西方村・実久村・鎮西村が対等合併し、瀬戸内町が成立し、古仁屋町大字古仁屋は瀬戸内町の大字となった。
2000年（平成12年）に古仁屋の一部が分割され、古仁屋瀬久井東及び古仁屋瀬久井西が設置された。翌年の2001年（平成13年）に公有水面埋立地の区域を大字古仁屋字松江に編入した。
2007年（平成19年）に公有水面埋立地の区域を大字古仁屋字大湊に編入した。

### 字域の変遷
| 実施後             | 実施年             | 実施前                                                         |
| ------------------ | ------------------ | -------------------------------------------------------------- |
| 大字古仁屋瀬久井東 | 2000年（平成12年） | 古仁屋字大田原、沢津又原、古見田原、本川原の一部               |
| 大字古仁屋瀬久井西 | 2000年（平成12年） | 古仁屋字瀬久井原、アヤダキ原、大田原、沢津又原、古見田原の一部 |
| 古仁屋字松江の一部 | 2001年（平成13年） | 公有水面埋立地                                                 |
| 古仁屋字大湊の一部 | 2007年（平成19年） | 公有水面埋立地                                                 |

## 人口
瀬戸内町の中で最も人口が密集し、町の中心となっている。2016年5月時点で町内人口の約58%が古仁屋に集中している。瀬戸内町全体では奄美群島外への流出等で人口が減少傾向にあるが、古仁屋は加計呂麻島、請島などの離島や周辺集落からの移住による人口集中で増加傾向にある。2010年10月1日の人口は4,381人、世帯数は1,922世帯であった。以下の表は国勢調査による小地域集計が開始された1995年以降の人口の推移である。
| 統計年             | 統計年 | 人口  | 人口 |
| ------------------ | ------ | ----- | ---- |
| 1995年（平成7年）  | [ 11 ] | 4,824 |      |
| 2000年（平成12年） | [ 12 ] | 4,895 |      |
| 2005年（平成17年） | [ 13 ] | 4,588 |      |
| 2010年（平成22年） | [ 14 ] | 4,381 |      |
| 2015年（平成27年） | [ 15 ] | 4,136 |      |

## 施設

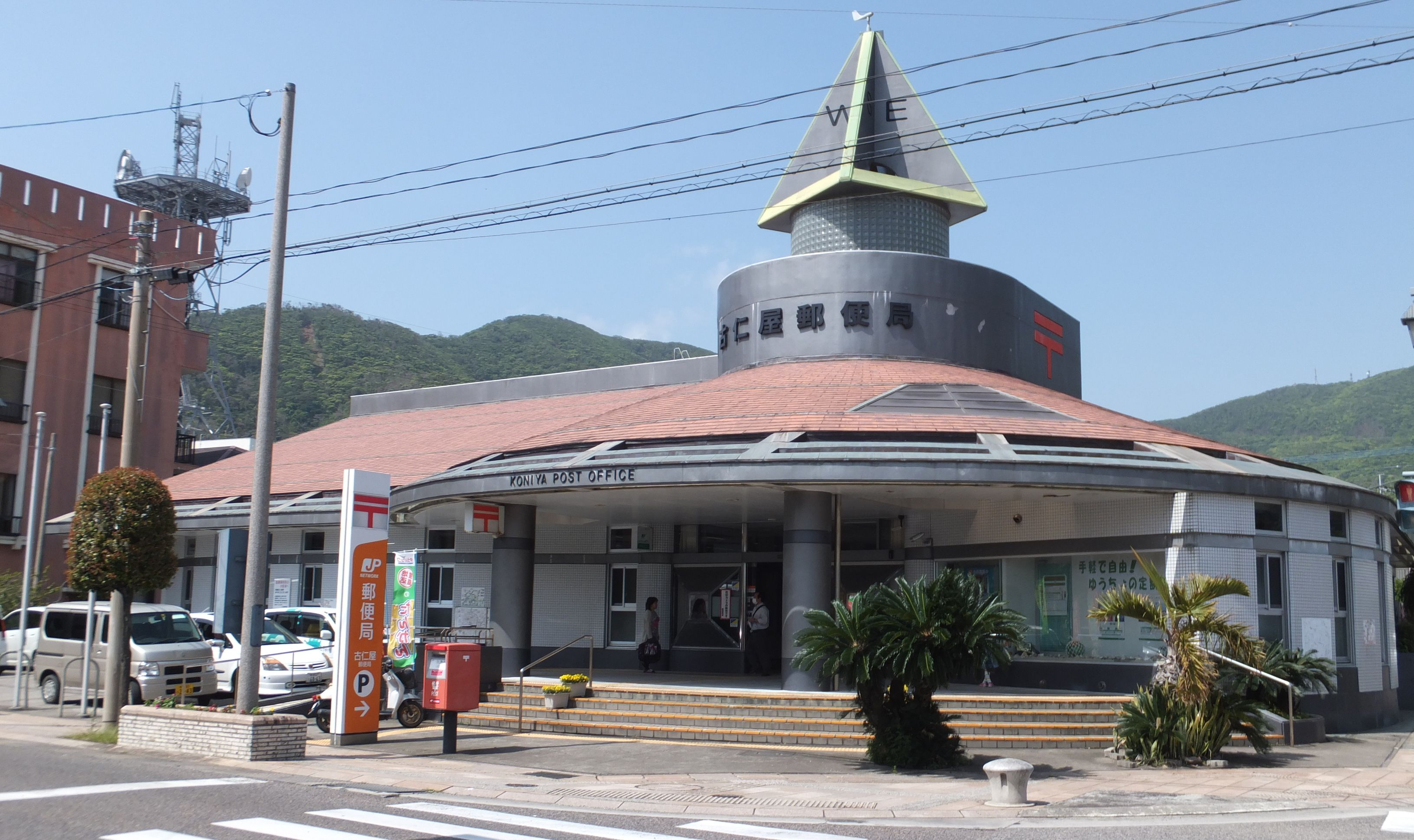
古仁屋郵便局

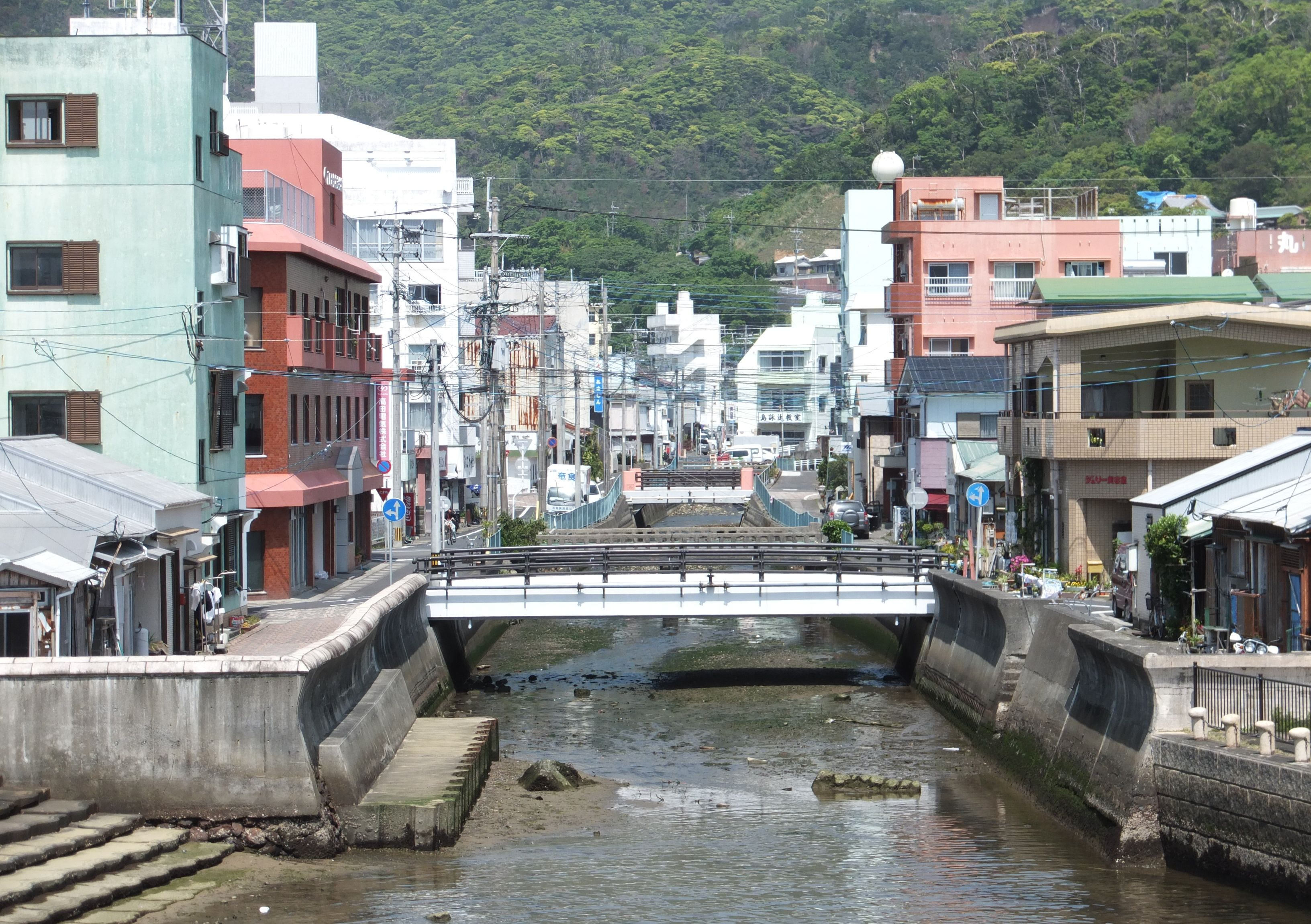
古仁屋の東側を流れる仲里川の河口

公共
- 瀬戸内町役場
- 鹿児島県警察瀬戸内警察署
- 海上自衛隊奄美基地分遣隊

教育
- 鹿児島県立古仁屋高等学校
- 瀬戸内町立古仁屋中学校
- 瀬戸内町立古仁屋小学校
  - 付属幼稚園

- 学校法人信愛学園 信愛幼稚園

郵便局
- 古仁屋郵便局

## 交通

### 道路
国道
- 国道58号

県道
- 鹿児島県道79号名瀬瀬戸内線
- 鹿児島県道626号蘇刈古仁屋線

### 港湾
古仁屋港

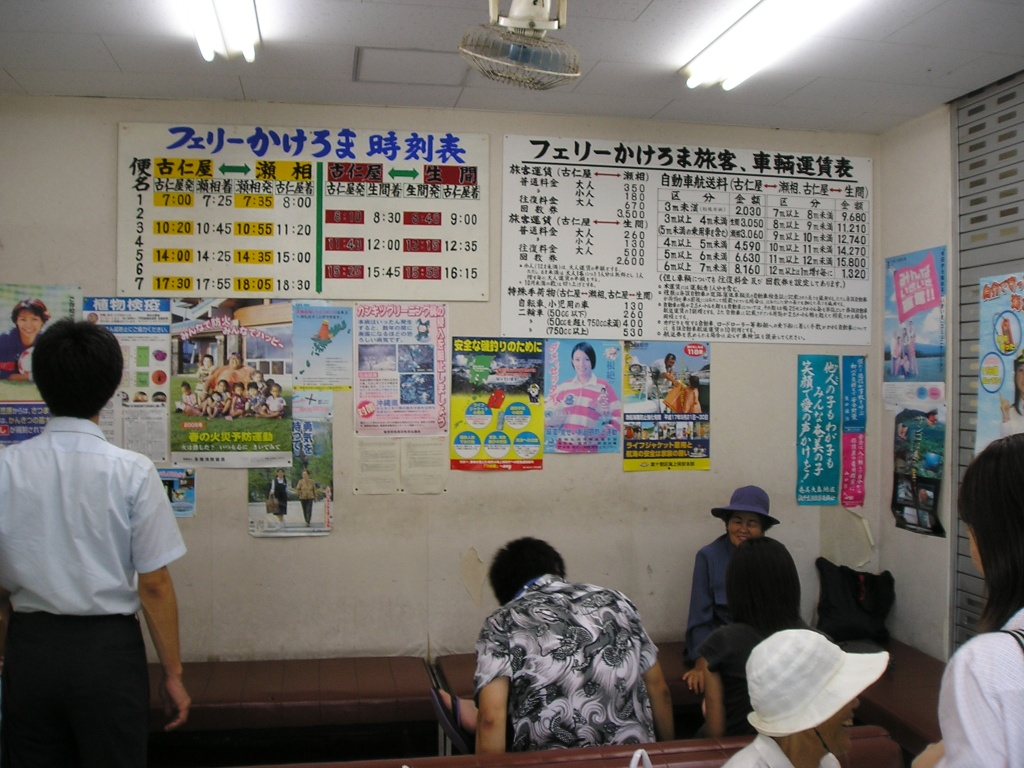
船客待合所内の様子

近隣の離島や奄美群島の他の島への航路があるほか、海上タクシーもよく利用されている。陸路では奄美市名瀬から直通のしまバスや町内を走る南部交通が発着し、奄美大島南部の交通の拠点となっている。
2007年に、1991年から始まった古仁屋漁港活性化計画「コニヤ21プラン」の一環として「せとうち海の駅」（総工費約5億円）が完成した。
- 奄美海運（マルエーフェリー系列）

鹿児島港（本港） - 喜界島（湾港） - 名瀬港 - 古仁屋港 - 徳之島（平土野港） - 沖永良部島（知名港）
- フェリーかけろま（瀬戸内町営）

古仁屋港 - 加計呂麻島（瀬相・生間）
- せとなみ（瀬戸内町営）

古仁屋港 - 請島（請阿室・池地） - 与路島（与路）

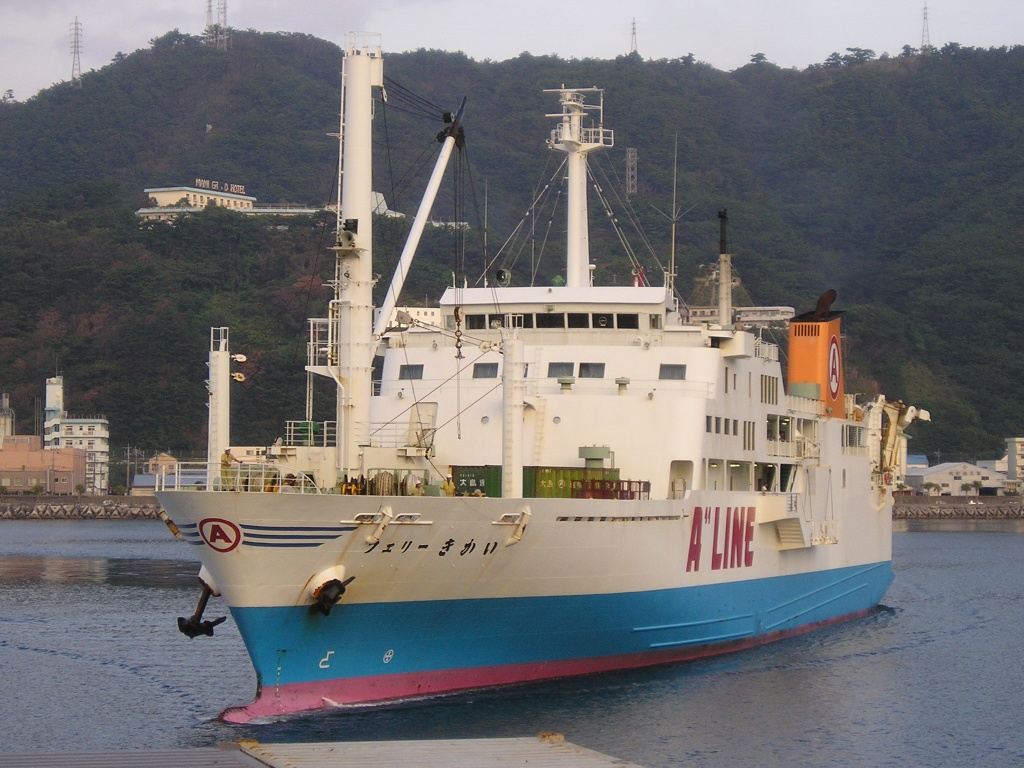
奄美海運「フェリーきかい」
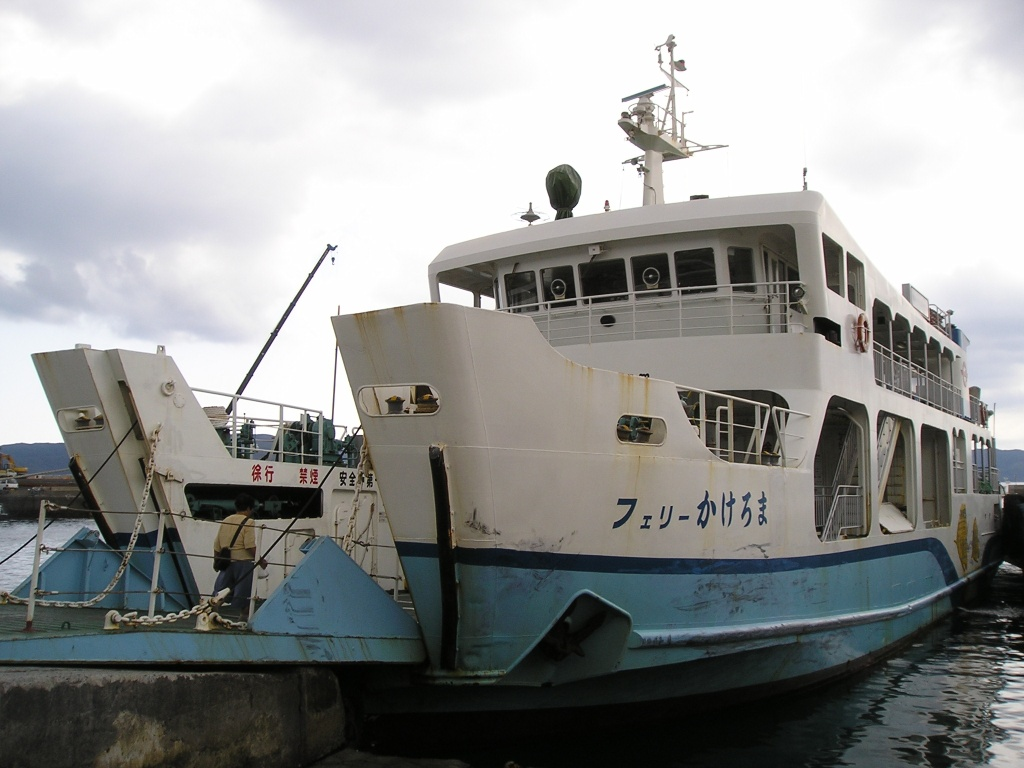
加計呂麻島を結ぶ「フェリーかけろま」
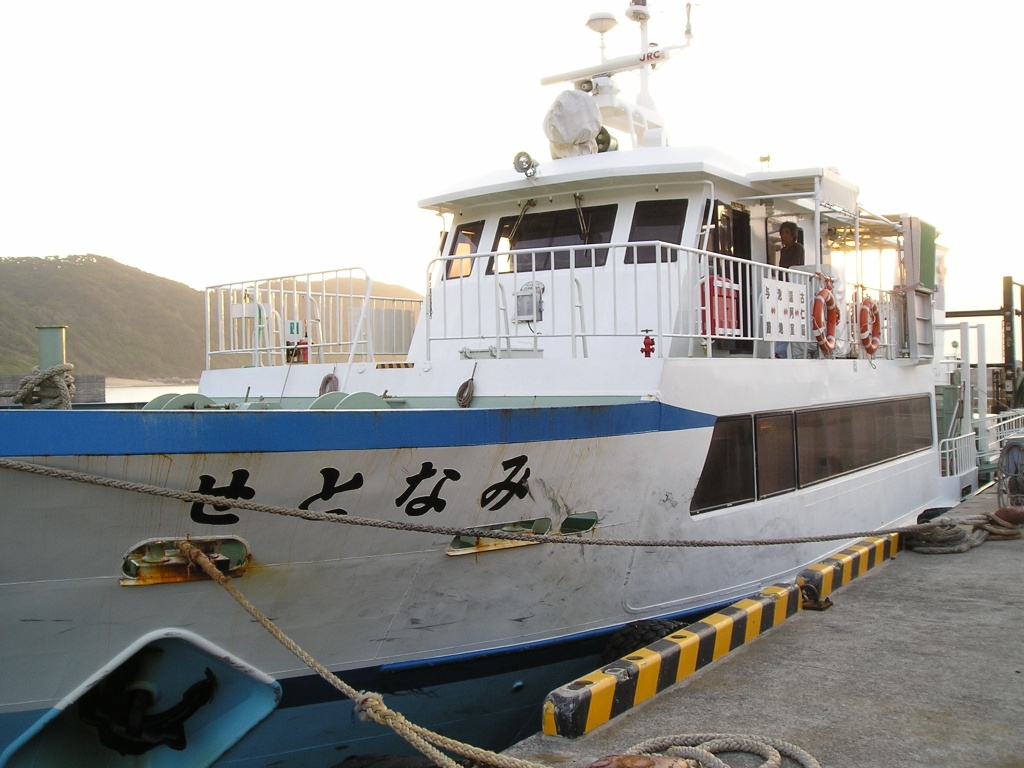
請島・与路島を結ぶ「せとなみ」
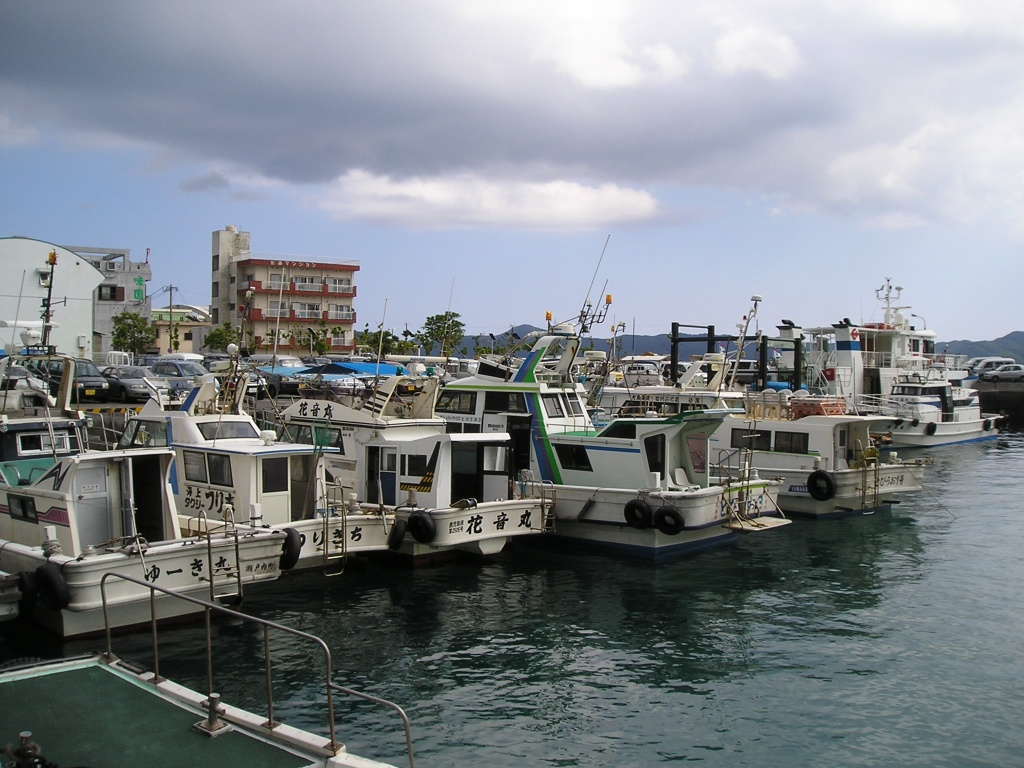
待機中の海上タクシー

## メディア

### コミュニティ放送局
- エフエムせとうち

### ケーブルテレビ
- 瀬戸内ケーブルテレビ

## 郵便番号
古仁屋の郵便番号は小字または大字ごとに分類されている。以下に一覧を示す。
- 古仁屋（こにや） : 〒894-1508
  - 古仁屋大湊（ - おおみなと） : 〒894-1503
  - 古仁屋春日（ - かすが） : 〒894-1504
  - 古仁屋瀬久井（ - せくい） : 〒894-1507
  - 古仁屋高丘（ - たかおか） : 〒894-1501
  - 古仁屋船津（ - ふなつ） : 〒894-1506
  - 古仁屋松江（ - まつえ） : 〒894-1505
  - 古仁屋宮前（ - みやまえ） : 〒894-1502
  - 古仁屋瀬久井西（ - せくいにし） : 〒894-1510
  - 古仁屋瀬久井東（ - せくいひがし） : 〒894-1509

## 経済

### 企業
- 瀬戸内タクシー（瀬戸内海浜バス）
- A-CORP鹿児島瀬戸内店
- 奄美大島信用金庫瀬戸内支店
- ファミリーマート瀬戸内店
- ジョイフル奄美瀬戸内店
- 田原製菓店
- 保生堂
- 福井薬品

## 出身者
- 沙人 - 俳優
- RIKKI - 唄者、歌手